# Museo Mercedes Sosa
El Museo Mercedes Sosa-Casa Natal es un museo de San Miguel de Tucumán, Tucumán, Argentina. El museo se ubica en la vivienda original de la cantante Mercedes Sosa en Calixto del Corro 344, frente al Hotel Garden Park y cercana al Parque 9 de julio.

## Historia
La casa era propiedad de la familia Sosa desde 1880 cuando su abuelo se trasladó desde Santiago del Estero. En ese lugar nació Mercedes Sosa en 1935, donde vivió hasta 1952 luego de una tormenta que colapsó la habitación de la familia. Con el paso del tiempo el inmueble quedó abandonado y en ruinas, hasta que en 2016 comenzó a proyectarse el museo por iniciativa de José Concha Martínez. Por esta razón se traspasó la propiedad al municipio en 2018. 
El museo sobre la cantante inició su construcción en 2019, siendo inaugurado el 5 de agosto de 2021 por el intendente Germán Alfaro, la diputada Beatriz Ávila, el hermano Fernando Sosa y familiares de Mercedes. De la obra participaron el arquitecto Federico Garmendia y el museólogo Gabriel Miremont. La propiedad de los Sosa se reconstruyó en base a testimonios orales brindados por hermanos y familiares de la artista. 

## Descripción
La casa cuenta con 100 m² distribuidos en 5 ambientes y una galería utilizada como área de descanso y exposición bibliográfica de la artista. Esta dispone de un anexo de 65 m² con una planta baja con la oficina directiva, sanitarios y un depósito; y un entrepiso que funciona como depósitos de elementos del museo. Al ingresar a la casa se halla la recepción y un pasillo que la comunica con las 6 salas del museo. 
La primera sala trata la familia de la cantante, exhibiendo el mobiliario y fotografías de la época donde ella creció. La segunda sala muestra los primeros años de vida de la cantante mediante textos, sonidos y objetos como bombos, ponchos, discos, revistas, publicaciones y una gigantografía de la cantante. La tercera sala enseña los años de carrera y su posterior popularidad y exilio por sistemas de audio de consulta de música, material audiovisual y un poncho en el centro de esta. 
La cuarta sala presenta los recitales de Mercedes Sosa y la interacción con su público por medio de audio y video. Luego la sala 5 muestra la galería de la residencia similar a los años cuando la cantante vivía allí. Además posee dos salas temporales. La primera está equipada con material lúdico y juegos para niños, y una gigantografía de Las aventuras de Zamba. La segunda sala expone afiches de todos los recitales en la carrera de la artista y una pantalla led donde se muestran diversos conciertos. 